# سقف پرواز

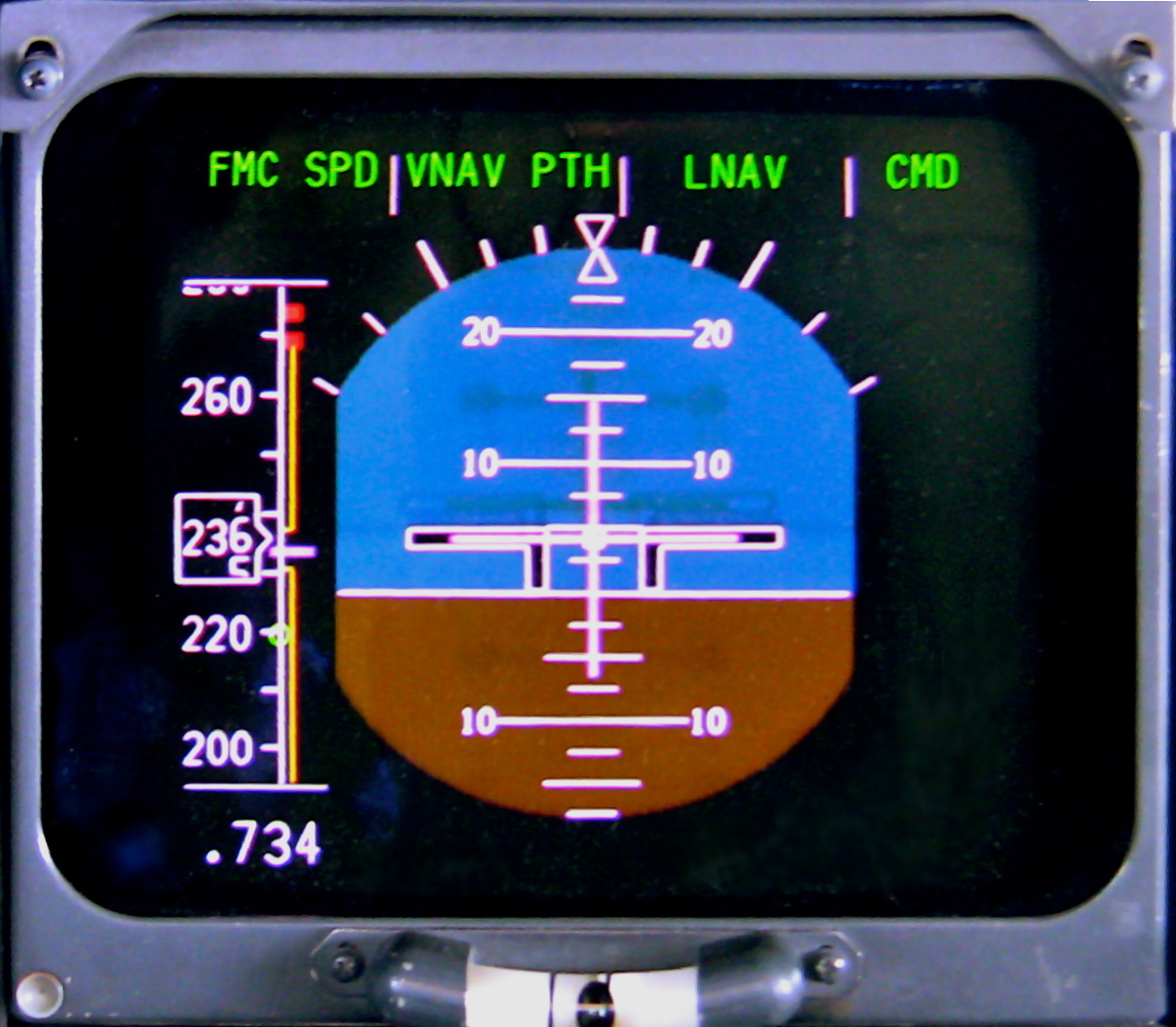
نمایی از کابن خلبان مربوط به ارتفاع هواپیما؛ علامت های زرد روی نوار سرعت نواحی احتیاط را نشان می دهد.

در هوانوردی سقف پرواز (به انگلیسی: Ceiling) بیشینه ارتفاع چگالی است که هواپیما می‌تواند تحت یک شرایط ثابت در آن پرواز کند.
همه هواپیماهای مسافری یک سقف پرواز دارند. برای بیشتر آنها این سقف حدود ۴۱۰۰۰ فوت (۱۲٫۵ کیلومتر) است. اگرچه هواپیماهای پهن پیکر مانند ایرباس ۳۸۰ تا سقف ۴۳۰۰۰ (۱۳٫۱ کیلومتر) فوت پرواز می‌کنند یا برعکس، هواپیماهای کوچک‌تر مانند بوئینگ ۷۳۷ کلاسیک تا ۳۷۰۰۰ فوت (۱۱٫۳ کیلومتر) مجاز به پرواز هستند.
درجه‌بندی هواپیماها بر اساس سقف پرواز رابطه مستقیم با ایمنی هواپیما دارد و تعیین این عدد به شاخص‌های متفاوتی وابسته است که از آن میان می‌توان به عملکرد موتورها اشاره کرد. هوا در ارتفاع بالاتر از چگالی و مقاومت کمتری برخوردار است؛ بنابراین موتورها سوخت کمتری مصرف می‌کنند و کارایی بیشتری دارند. البته نباید فراموش کرد که موتورها نیز محدودیت دارند و اگر از سقف تعیین شده فراتر روند، کارایی خود را از دست می‌دهند. برای نمونه اشاره شد که اکثر هواپیماهای مسافری بین ۳۵ تا ۴۰ هزار فوت (۱۰٫۷ تا ۱۲٫۲ کیلومتر) پرواز می‌کنند.
بد نیست بدانید که کنکورد تا ۶۰۰۰۰ فوت (۱۸٫۳ کیلومتر) پرواز می‌کرد و هواپیمای نظامی پرنده سیاه تا ۸۵۰۰۰ فوت بالا می‌رود. جت‌های شخصی نیز در محدوده ۴۵ تا ۵۱ هزار فوت پرواز می‌کنند. تعیین سقف پرواز یکی از شاخص‌هایی است که رابطه مستقیم با مأموریت هواپیما نیز دارد. برای مثال یک هواپیمای مسافری برای حفظ ایمنی مسافران، باید توان مقابله با تنش‌هایی را داشته باشد که هنگام پرواز به بدنه هواپیما وارد می‌شود. به بیان دیگر، با افزایش ارتفاع، فشار بر روی بدنه افزایش می‌یابد چراکه فشار داخل هواپیما ثابت است.
با این فرض، اگر فشار داخل هواپیما به هر دلیل کاهش یابد، هواپیما باید فرصت کافی داشته باشد که ارتفاع خود را کاهش دهد تا مسافران آسیب نبینند. این بازدارندگی یکی از شروط ایمنی برای سقف پرواز است. البته سازندگان هواپیما برای افزایش سقف پرواز مجبور به انتخاب موتورهای پرقدرت تر هستند تا قابلیت هواپیما را افزاش دهند. شاهد این امر استفاده از موتورهای قوی تر در جت‌های شخصی یا کنکورد است.

## سقف خدمات
سقف خدمات جایی است که میزان صعود به زیر مقدار تعیین شده می‌رسد.
سقف سرویس حداکثر ارتفاع قابل استفاده هواپیما است. به‌طور خاص، این ارتفاع چگالی است که در آن پرواز در یک پیکربندی تمیز، در بهترین سرعت صعود به سرعت هوایی برای آن ارتفاع و با کارکردن تمام موتورها و تولید حداکثر قدرت مداوم، یک سرعت مشخص صعود را تولید می‌کند. این مقدار معمول ممکن است ۱۰۰ فوت در دقیقه (۰/۵۱ متر بر ثانیه) برای هواپیماهای معمولی، یا ۵۰۰ فوت در دقیقه (۲/۵ متر بر ثانیه) برای هواپیماهای جت باشد.
سقف سرویس یک موتور غیرفعال (OEI) یک هواپیمای دو موتوره و بال ثابت، ارتفاع چگالی است که در آن پرواز با یک پیکربندی تمیز، در بهترین سرعت صعود به سرعت هوا برای آن ارتفاع با یک موتور تولید حداکثر قدرت مداوم و موتور دیگر خاموش و پر، سرعت مشخصی از صعود را ایجاد می‌کند، معمولاً ۵۰ فوت در دقیقه است. (۰٫۲۵ متر بر ثانیه)
با این حال، برخی از نمودارهای عملکرد سقف خدمات را به عنوان ارتفاع فشاری که در آن هواپیما توانایی صعود با سرعت ۵۰ فوت در دقیقه (۰٫۲۵ متر بر ثانیه) با یک پره های موتور هواپیما را دارد، تعریف می‌کند.
بیشتر هواپیماهای مسافربری تجاری دارای سقف خدماتی حدود ۴۲۰۰۰ فوت (۱۳ کیلومتر؛ ۸٫۰ مایل) و برخی از جت‌های تجاری نیز حدود ۵۱۰۰۰ فوت (۱۶ کیلومتر؛ ۹٫۷ مایل) هستند. هواپیمای مافوق صوت کنکورد (SST) قبل از کنار گذاشتن به‌طور معمول با سرعت ۶۰۰۰۰ فوت (۱۸ کیلومتر؛ ۱۱ مایل) پرواز می‌کرد.

## سقف مطلق
سقف مطلق بالاترین ارتفاعی است که هواپیما می‌تواند کنترل پرواز خود را حفظ کند. به دلیل هوای نازک در ارتفاعات، سرعت هوای واقعی بسیار بیشتری برای ایجاد بالابر کافی لازم است؛ بنابراین سقف مطلق ارتفاعی است که موتورها در حداکثر رانش در آن کار می‌کنند، اما فقط به اندازه کافی آسانسور ایجاد می‌کند که با وزن هواپیما مطابقت داشته باشد. از این رو، هواپیما هیچ ظرفیت مازادی برای صعود بیشتر نخواهد داشت. در سقف مطلق، هواپیما دیگر نمی‌تواند شتاب بگیرد، زیرا هر شتاب منجر به افزایش سرعت هوا و در نتیجه بالا رفتن بیش از حد خواهد شد. از نظر فنی، ارتفاعی است که در آن حداکثر سرعت صعود پایدار (بدون کاهش سرعت هوا) صفر باشد.
در مقایسه با سقف خدمات، سقف مطلق هواپیماهای تجاری بسیار بیشتر از اهداف عملیاتی استاندارد است. در مورد کنکورد، آزمایش شده‌است که ۶۸۰۰۰ فوت (۲۱ کیلومتر؛ ۱۲٫۹ مایل) است. دستیابی به اکثر موارد (به دلیل اینکه سرعت عمودی به صورت مجانبی به صفر نزدیک می‌شود) بدون پس سوز یا وسایل دیگر که به‌طور موقت باعث افزایش فشار می‌شوند غیرممکن است. عامل دیگری که رسیدن به سقف مطلق بعضی از هواپیماها را حتی با افزایش موقت رانش غیرممکن می‌کند، رسیدن هواپیما به «گوشه تابوت» است. پرواز در سقف مطلق نیز به دلیل سرعت هوای کم نشان داده شده که می‌تواند پایدار باشد از نظر اقتصادی سودمند نیست: اگرچه سرعت هوای واقعی (TAS) در یک ارتفاع معمولاً بیشتر از سرعت هوای نشان داده شده (IAS) است، اما تفاوت برای جبران آن کافی نیست. واقعیت این است که IAS که در آن حداقل کشش حاصل می‌شود معمولاً کم است، بنابراین پرواز در ارتفاع سقف مطلق منجر به TAS کم نیز می‌شود و بنابراین در هر مسافت پیموده شده میزان سوخت بالا است. سقف مطلق با دمای هوا و به‌طور کلی، وزن هواپیما متفاوت است (که معمولاً در MTOW محاسبه می‌شود)